# 根岸哲
根岸 哲（ねぎし あきら、1943年3月23日 - ）は、日本の法学者・弁護士。経済法が専門。神戸大学名誉教授、甲南大学名誉教授。日本学士院会員。兵庫県神戸市出身。

## 略歴
1961年兵庫県立星陵高等学校卒業。1965年神戸大学法学部卒業。司法修習生。1967年神戸大学法学部助手。1969年神戸大学法学部助教授。1978年神戸大学法学部教授。1991年神戸大学評議員。1995年神戸大学夜間部主事。1996年神戸大学法学部長・大学院法学研究科長・評議員。1998年神戸大学副学長。2000年神戸大学大学院法学研究科長。2006年神戸大学停年退官。同名誉教授。甲南大学法科大学院教授。大阪弁護士会に弁護士登録。2018年甲南大学定年退職、同名誉教授。
この他に、1970年～1971年カリフォルニア大学バークレー校客員研究員や、1994年～2005年横田正俊記念賞選考委員、1999年～2004年放送大学客員教授、2001年～2008年総務省情報通信審議会委員、2002年～2005年公正取引委員会参与、2010年～2012年司法試験考査委員など多くの公職を務めた。

## 受賞歴
- 消費者保護功労者表彰（1994年）
- 情報化促進貢献個人表彰（2004年）
- 総務大臣表彰（2009年）
- 神戸市政功労者表彰（2009年）

## 業績

### 著書
- 規制産業の経済法研究 第1-2巻 成文堂 1984-1986
- 独占禁止法の基本問題 神戸大学研究双書刊行会 1990.7 (神戸法学双書)
- 経済法 放送大学 2000.3

### 共編著
- コンピュータ知的財産権 保護と競争をめぐる法政策 東京布井出版 1993.3 (比較法研究センター研究叢書)
- 経済法 杉浦市郎共編 法律文化社 1996.5 (NJ叢書)
- 独占禁止法概説 舟田正之共著 有斐閣 2000.4
- ネットワーク市場における技術と競争のインターフェイス　川濱昇、泉水文雄共編 有斐閣 2007.8
- 情報通信の政策分析 ブロードバンド・メディア・コンテンツ 依田高典、林敏彦共編 NTT出版 2009.9
- 注釈独占禁止法 有斐閣 2009.12

### 翻訳
- 反トラスト政策 経済的および法的分析 カール・ケイゼン、ドナルド・F.ターナー 橋本介三共訳 神戸大学経済経営研究所 1988.12